# Reichspräsidenten
Reichspräsidenten war eine Briefmarkendauerserie der Deutschen Reichspost, die zwischen dem 1. September 1928 und Januar 1932 erschienen ist. Die Marken zeigen, meist abwechselnd, den ersten Reichspräsidenten Friedrich Ebert und seinen Amtsnachfolger, Paul von Hindenburg.

## Ausgabedaten und Gültigkeit
Die Marken wurden im Buchdruckverfahren auf gestrichenem Papier mit dem Wasserzeichen 2 Waffeln hergestellt, die Kammzähnung beträgt 14:14 1/4. Es gibt keine verlässlichen Angaben zu der Auflagenhöhe der Dauermarken.
Die ersten 13 Werte (7 × Ebert, 6 × Hindenburg) erschienen am 1. September 1928. Die ersten drei Ergänzungswerte (2 × Ebert, 1 × Hindenburg) Anfang 1930. Am 30. Juni 1930 erschien zwei Sonderausgaben mit dem Datumsaufdruck zum Abzug der alliierten Besatzung aus dem Rheinland. Ein weiterer Ergänzungswert erschien am 15. Februar 1931 (Motiv: Hindenburg). Die letzten beiden Werte erschienen im Januar 1932.
Die Ebert-Marken sowie die beiden Sondermarken zur Rheinlandbefreiung waren bis zum 30. Juni 1934, die Hindenburg-Marken bis zum 31. Dezember 1935, gültig. Die Nachfolgeserie Hindenburg-Medaillon wurde bereits am 1. Oktober 1932 ausgegeben.

## Liste der Marken

### Dauermarken
| Bild | Wert in Pfennig | Ausgabedatum      | Besonderheiten | Michel-Nr. |
|      | 3               | 1. September 1928 |                | 410        |
|      | 5               | 1. September 1928 |                | 411        |
|      | 8               | 1. September 1928 |                | 412        |
|      | 10              | 1. September 1928 |                | 413        |
|      | 15              | 1. September 1928 |                | 414        |
|      | 20              | 1. September 1928 |                | 415        |
|      | 25              | 1. September 1928 |                | 416        |
|      | 30              | 1. September 1928 |                | 417        |
|      | 40              | 1. September 1928 |                | 418        |
|      | 45              | 1. September 1928 |                | 419        |
|      | 50              | 1. September 1928 |                | 420        |
|      | 60              | 1. September 1928 |                | 421        |
|      | 80              | 1. September 1928 |                | 422        |
|      | 10              | 1930              |                | 435        |
|      | 20              | 1930              |                | 436        |
|      | 80              | 1930              |                | 437        |
|      | 4               | 15. Februar 1931  |                | 454        |
|      | 6               | Januar 1932       |                | 465        |
|      | 12              | Januar 1932       |                | 466        |

### Sondermarken
Sondermarken unter Verwendung der Dauerserienwerte 
| Bild | Wert in Pfennig | Ausgabedatum  | Besonderheiten                                        | Michel-Nr. |
|      | 8               | 30. Juni 1930 | „Rheinlandbefreiung“ (Michel-Nummer 412 mit Aufdruck) | 444        |
|      | 15              | 30. Juni 1930 | „Rheinlandbefreiung“ (Michel-Nummer 414 mit Aufdruck) | 445        |

## Siehe auch

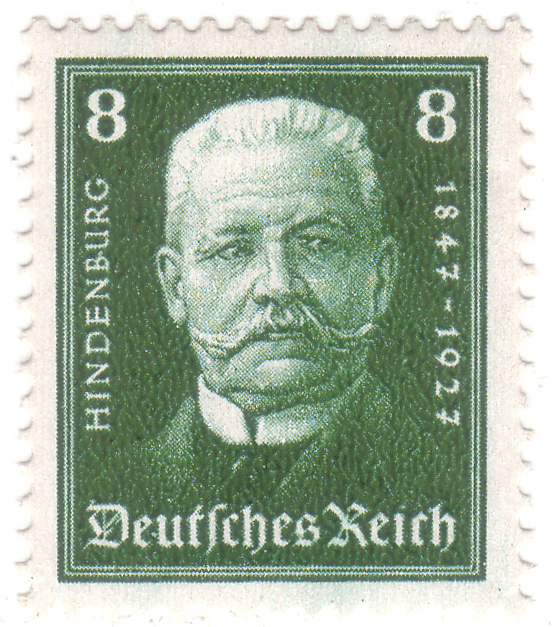
1927: 8 (+ 7 Pfennig)
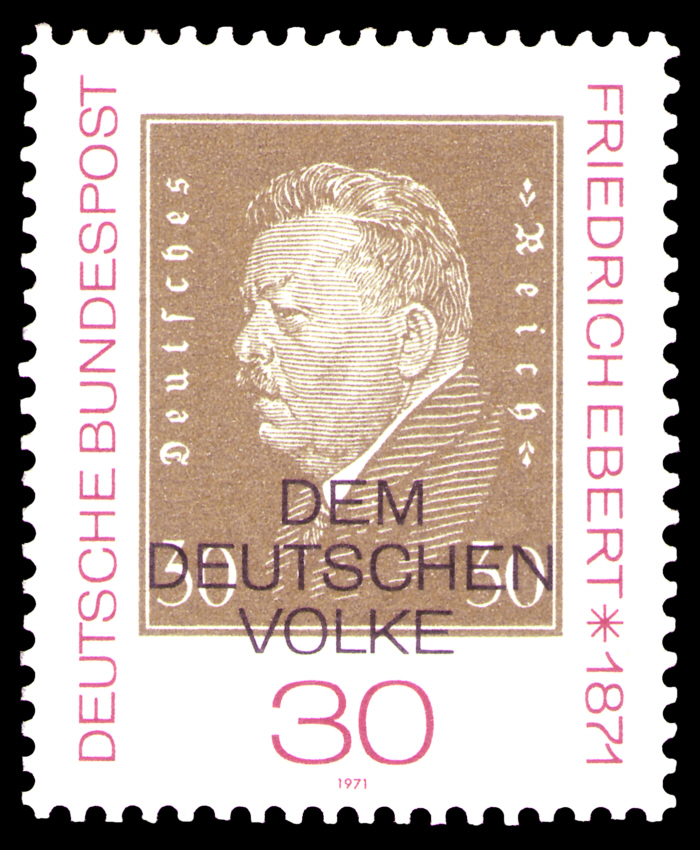
Briefmarken-Jahrgang 1971 der Deutschen Bundespost